# Cristóbal de Villalpando

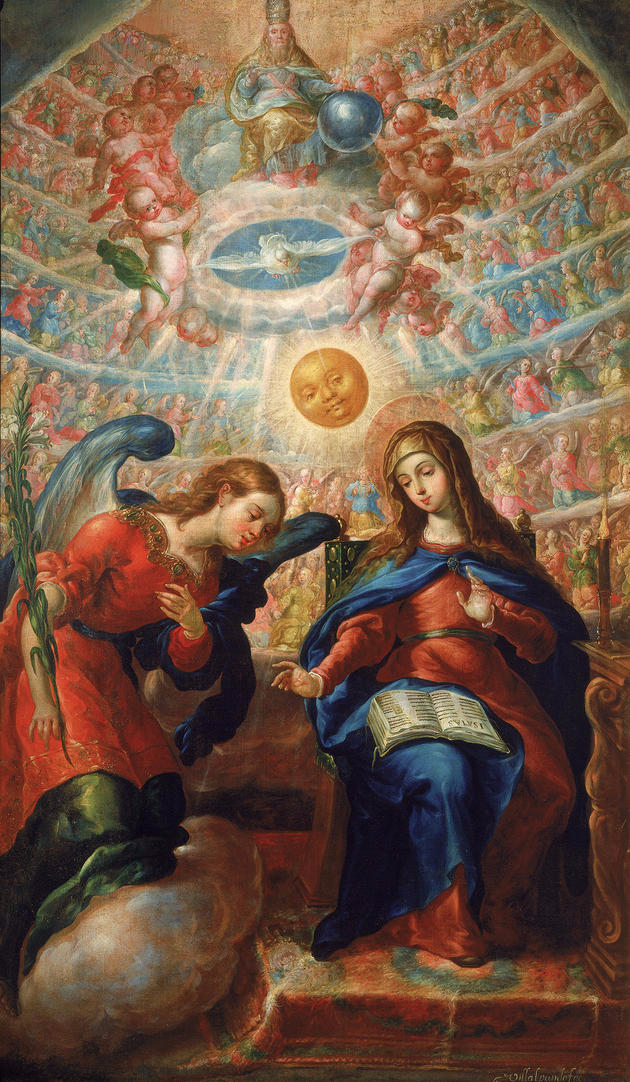
La Anunciación (L'Annonciation).

Cristobal de Villalpando (Mexico, c. 1649 - 1714), est l'un des peintres les plus célèbres de la Nouvelle-Espagne de la fin de XVIIe  et du début du  XVIIIe siècle.

## Biographie
Bien qu'il n'y ait aucune certitude, on peut déduire que le peintre est né à Mexico vers 1649 d'un document trouvé dans un livre intitulé Amonestaciones de españoles à propos du tabernacle de la cathédrale de Mexico, rédigé en 1669.
Dans ce document, Cristóbal de Villalpando prétend être « fils légitime et résident de la ville », et le nom de sa femme, María de Mendoza y apparaît. Les auteurs estiment que le peintre, qui ne pouvait pas être en âge de se marier, avait donc moins de 20 ans, et ainsi devait être né vers 1649. Cependant, son autoportrait qui figure dans L'Apothéose de San Miguel (1685) reflèterait l'apparence d'un homme de 35 ans, ce qui donne une date de naissance entre 1650 et 1655.
Cristóbal de Villalpando était surveillant de la guilde des peintres entre 1686 et 1699. En 1698 il est de garde hallebardier et promu capitaine en 1702. Sa mort se situerait vers 1714, et il inhumé dans l'église Saint Augustin.

## Galerie

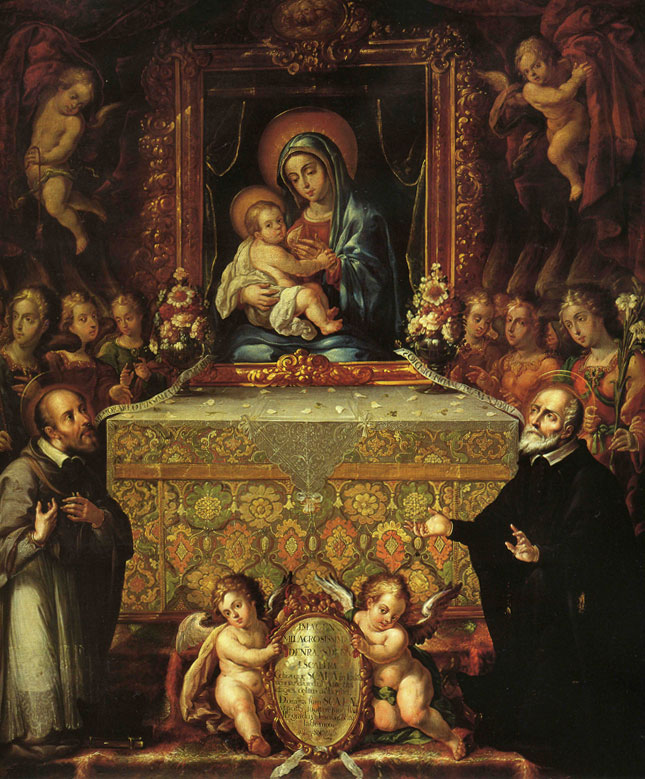
La Virgen de la escalera (La Vierge des escaliers).
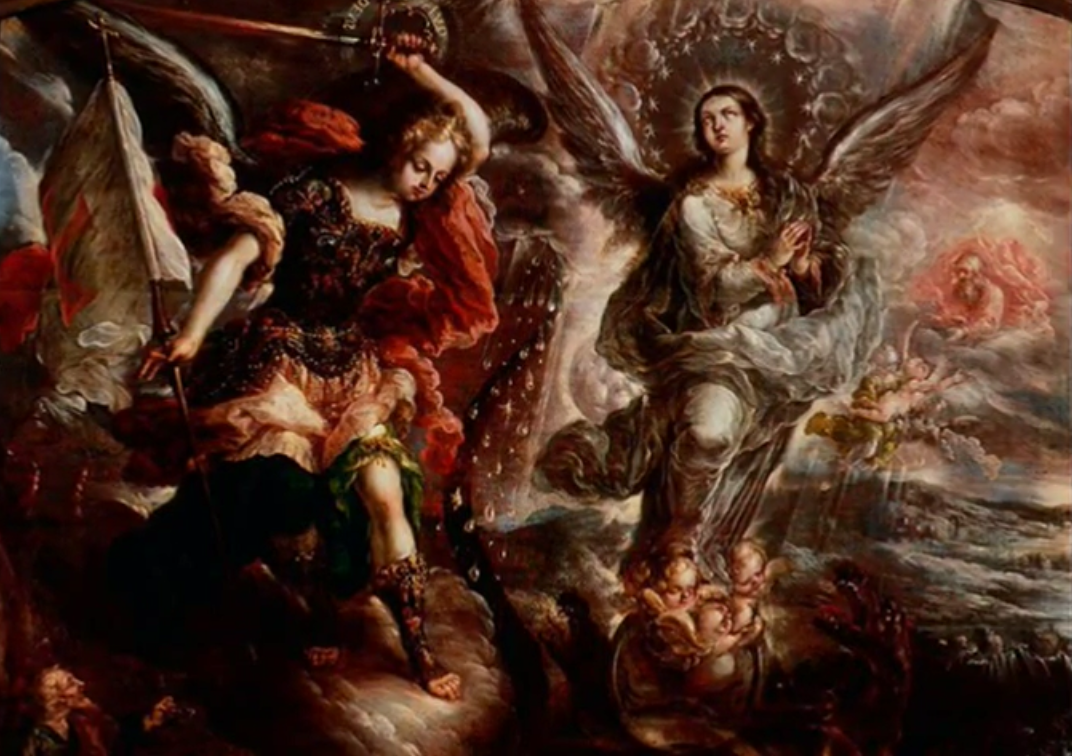
La Virgen del Apocalipsis (La Vierge de l'Apocalypse).
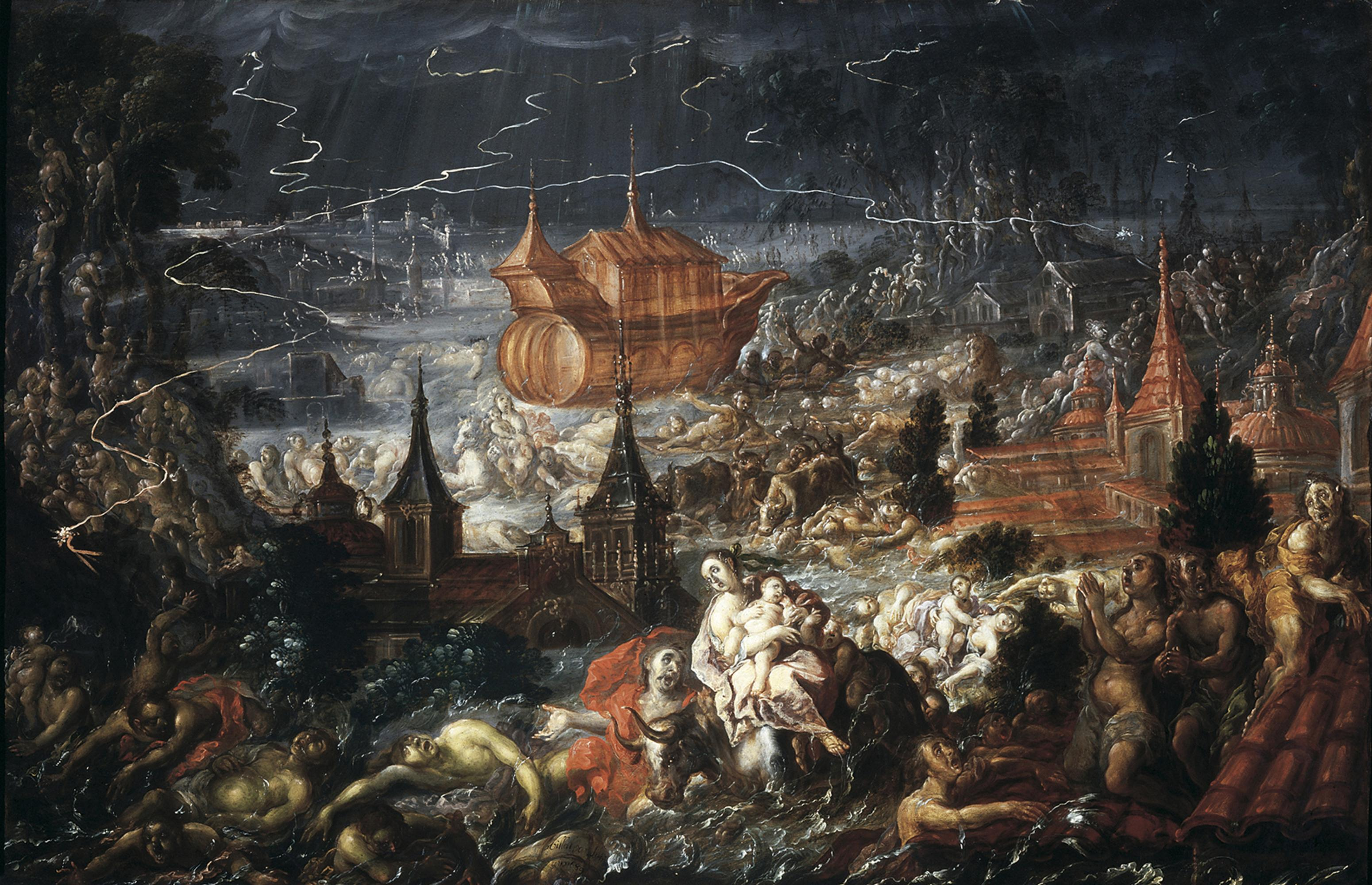
El Diluvio (Le Déluge).
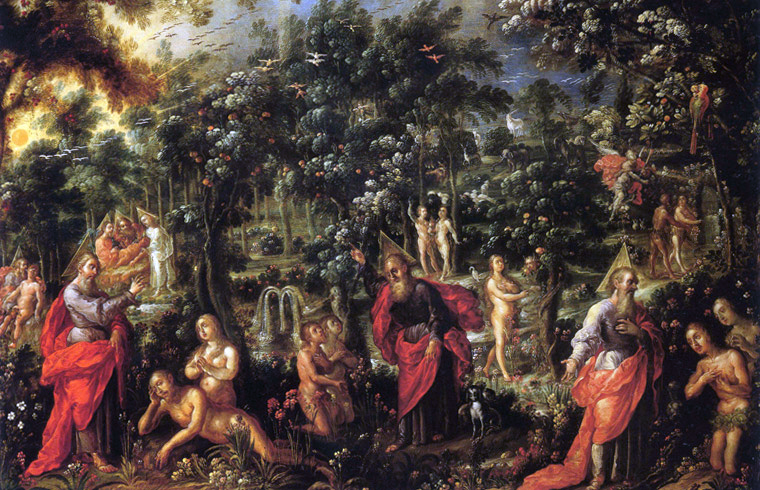
Adán y Eva en el Paraíso (Adam et Ève au Paradis).
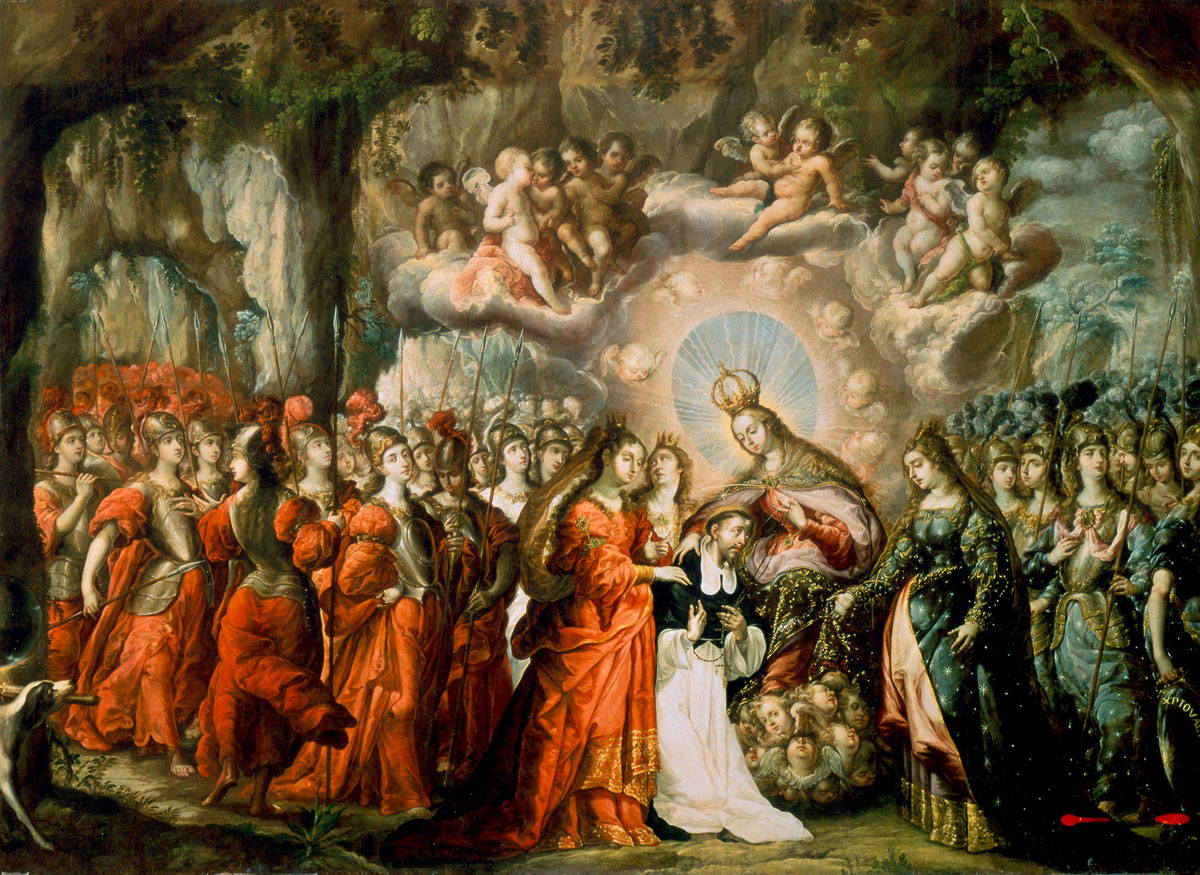
L'allaitement de Santo Domingo (fin de XVIIe siècle). Sacristie de l'église Santo Domingo. (Mexico)